# Ejército de Chile
Das Ejército de Chile sind die Landstreitkräfte der Republik Chile und mit 37.650 Soldaten die stärkste Teilstreitkraft der Chilenischen Streitkräfte.

## Organisation
Das Chilenische Heer ist in sechs Militärregionen unterteilt. Derzeit gliedert sich die Landstreitkraft in 1 Brigade der Spezialeinheit, 4 Panzerbrigaden, 1 Panzerdetachement, 1 Regiment mechanisierte Infanterie, 4 Infanteriebrigaden, 6 Infanterieregimente, 4 Detachments Gebirgsjäger, 2 Detachements Infanterie, 22 Kampfunterstützungseinheiten und 1 Brigade Heeresflieger.
Chile organisiert das Heer zurzeit neu. Zukünftig sollen sich die Landstreitkräfte in 1 Brigade Spezialeinheit, 4 Panzerbrigaden, 1 Panzerdetachment, 4 Brigaden mechanisierte Infanterie, 2 Detachments motorisierte Infanterie und 1 Brigade Heeresflieger gliedern. Die Kampfunterstützungsverbände und Infanterieeinheiten sollen in die anderen Einheiten integriert werden.

## Ausrüstung
Das Chilenische Heer verfügt über folgende Ausrüstung:

### Fahrzeuge

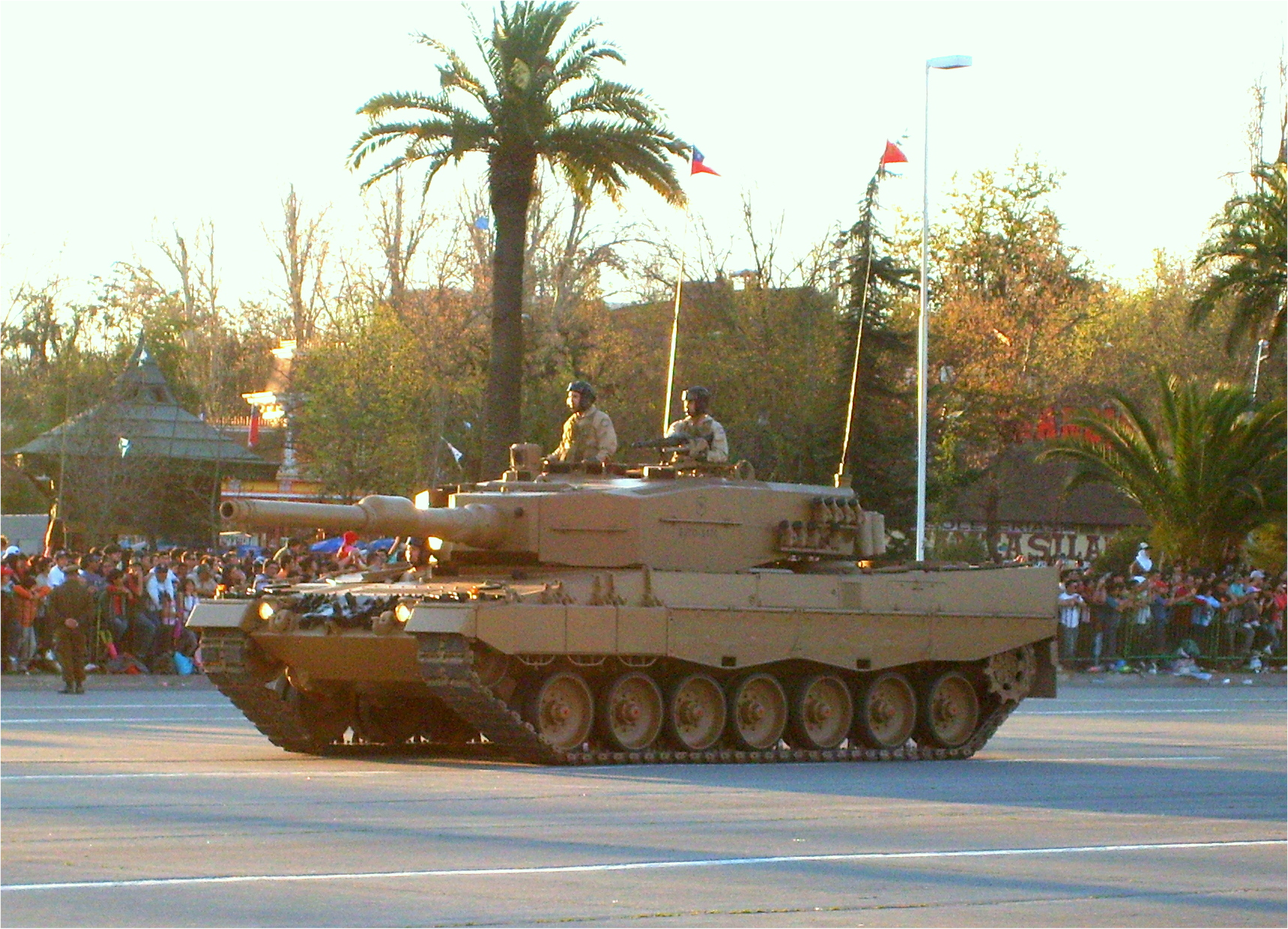
Leopard 2 des Heeres bei einer Parade

| Typ           | Herkunft                       | Funktion                   | Version     | Anzahl | Anmerkungen |
| ------------- | ------------------------------ | -------------------------- | ----------- | ------ | ----------- |
| Leopard 1     | Deutschland                    | KampfpanzerMinenräumpanzer | VMW         | 308    |             |
| Leopard 2     | Deutschland                    | Kampfpanzer                | A4          | 140    |             |
| Marder        | Deutschland                    | Schützenpanzer             | 1A3         | 173    |             |
| AIFV          | Vereinigte Staaten Niederlande | Schützenpanzer             | YPR-765 PRI | 18     |             |
| M113          | Vereinigte Staaten             | Mannschaftstransporter     | A1A2        | 306    |             |
| Mowag Piranha | Schweiz                        | Mannschaftstransporter     | 6x68x8      | 12118  |             |
| HUMVEE        | Vereinigte Staaten             | Mehrzweckfahrzeug          |             |        |             |
| Dachs         | Deutschland                    | Pionierpanzer              |             | 6      |             |
| Bergepanzer 2 | Deutschland                    | Bergepanzer                |             | 30     |             |
| Biber         | Deutschland                    | Brückenlegepanzer          |             | 13     |             |
| Bozena        | Slowakei                       | Minenräumpanzer            | Bozena 5    |        |             |

### Artillerie
| Typ                       | Herkunft           | Funktion                     | Version         | Anzahl  | Anmerkungen                                       |
| ------------------------- | ------------------ | ---------------------------- | --------------- | ------- | ------------------------------------------------- |
| M109                      | Vereinigte Staaten | 155-mm-Panzerhaubitze        | A3A5+           | 24      |                                                   |
| M101                      | Vereinigte Staaten | 105-mm-Haubitze              |                 | 87      |                                                   |
| Gebirgshaubitze Modell 56 | Italien            | 105-mm-Haubitze              |                 | 104     |                                                   |
| Soltam M-68               | Israel             | 155-mm-Haubitze              |                 | 48      |                                                   |
| LAR-160                   | Israel             | 160-mm-Mehrfachraketenwerfer |                 | 12      |                                                   |
| ECIA                      | Spanien            | Mörser                       | L65/81L65/120   | 295171  |                                                   |
| FAMAE                     | Chile              | Mörser                       | 81 mm120 mm     | 19251   | 35 120 mm Mörser auf Fahrzeugen montiert          |
| Soltam Systems            | Israel             | Mörser                       | 81 mm120 mmM-65 | 2573697 | Die 36 120 mm Mörser sind auf Fahrzeugen montiert |

### Panzer- und Flugabwehrwaffen
| Typ             | Herkunft           | Funktion                            | Version | Anzahl | Anmerkungen                     |
| --------------- | ------------------ | ----------------------------------- | ------- | ------ | ------------------------------- |
| Spike           | Israel             | Panzerabwehrlenkwaffe               | LRER    |        |                                 |
| FFV Carl Gustaf | Schweden           | Rückstoßfreie Panzerabwehrhandwaffe |         |        |                                 |
| M40             | Vereinigte Staaten | Rückstoßfreies Geschütz             | A1      | 213    |                                 |
| Mistral         | Frankreich         | MANPADS                             |         |        |                                 |
| TCM-20          | Israel             | Flugabwehrwaffe                     |         | 41     | 17 sind auf Fahrzeugen montiert |

### Luftfahrzeuge

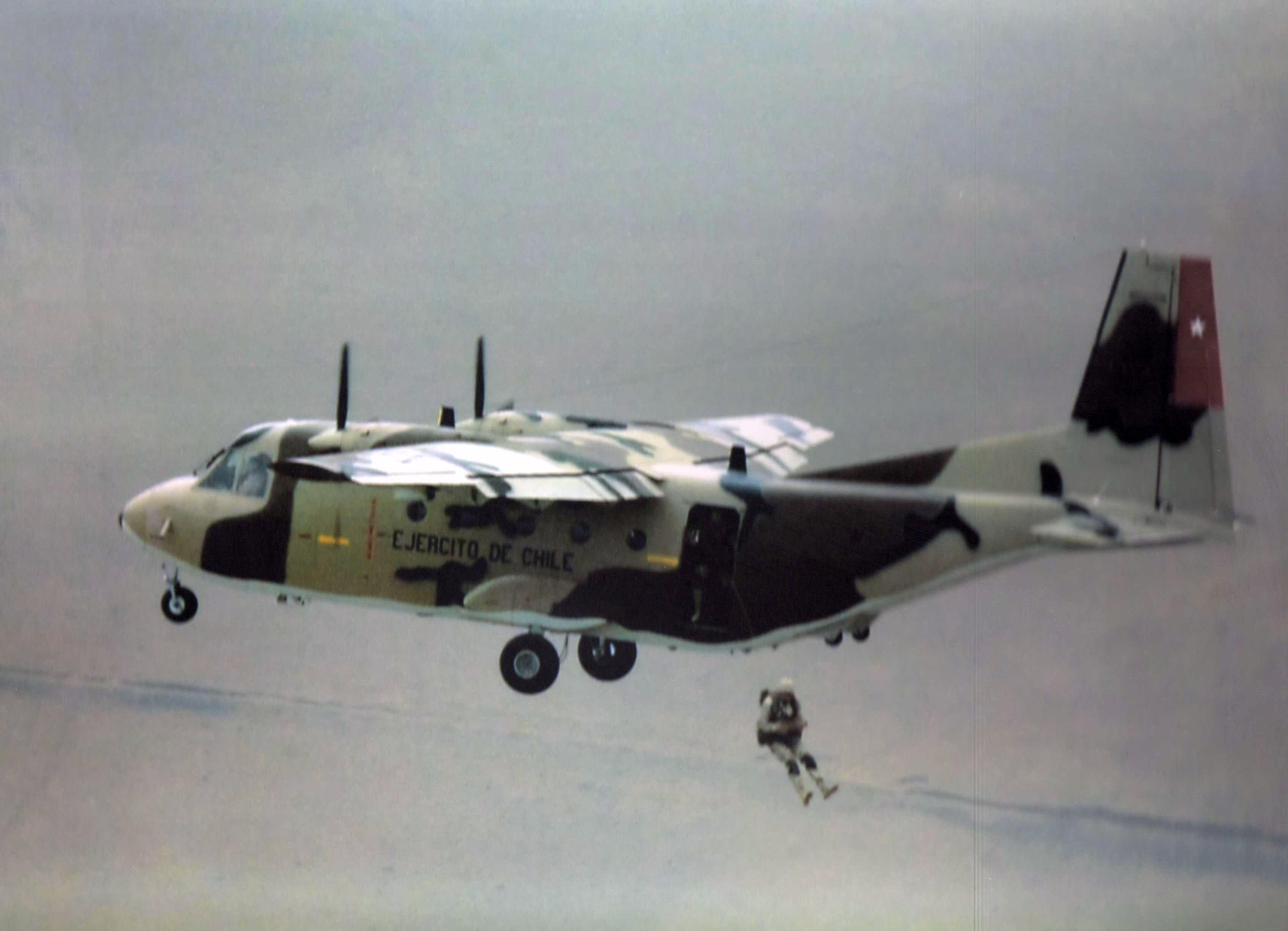
CASA C-212 beim Abwerfen eines Fallschirmspringers

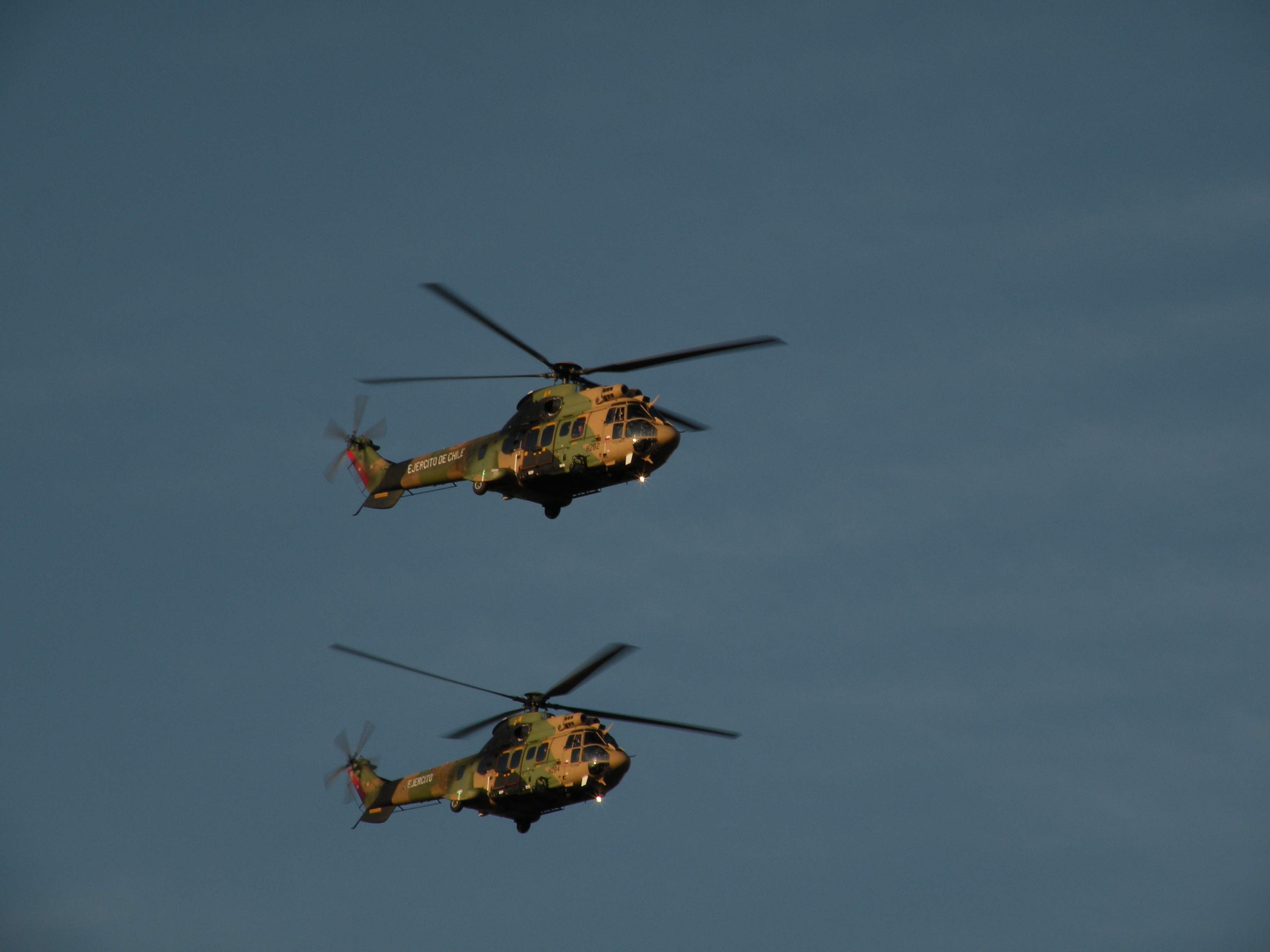
Zwei Aérospatiale AS 332 des Heeres

| Typ                      | Herkunft                          | Funktion              | Version    | Anzahl    | Bestellt  | Anmerkungen        |
| Flugzeuge                | Flugzeuge                         | Flugzeuge             | Flugzeuge  | Flugzeuge | Flugzeuge | Flugzeuge          |
| ------------------------ | --------------------------------- | --------------------- | ---------- | --------- | --------- | ------------------ |
| CASA C-212               | Spanien                           | Transportflugzeug     |            | 2         |           |                    |
| Cessna 208               | Vereinigte Staaten                | Transportflugzeug     |            | 3         |           |                    |
| CASA CN-235              | Spanien Indonesien                | Transportflugzeug     |            | 3         |           |                    |
| Hubschrauber             |                                   |                       |            |           |           |                    |
| Airbus Helicopters H125  | Frankreich                        | Mehrzweckhubschrauber | AS355H125M | 15        |           |                    |
| Hughes OH-6              | Vereinigte Staaten                | Mehrzweckhubschrauber | MD530F     | 8         |           |                    |
| Aérospatiale AS 332      | Frankreich Vereinigtes Königreich | Transporthubschrauber |            | 10        |           | Weitere 18 geplant |
| Aérospatiale SA 330      | Frankreich Vereinigtes Königreich | Transporthubschrauber |            | 3         |           |                    |
| Unbemannte Luftfahrzeuge |                                   |                       |            |           |           |                    |
| Láscar                   | Chile                             | Aufklärungsdrohne     |            |           |           | [ 7 ]              |
| SpyLite                  | Israel                            | Aufklärungsdrohne     |            |           |           | [ 8 ]              |

## Dienstgrade
| Dienstgradgruppe  | Generale            | Generale            | Generale           | Generale  | Stabsoffiziere | Stabsoffiziere   | Stabsoffiziere | Hauptleute / Leutnante | Hauptleute / Leutnante | Hauptleute / Leutnante | Hauptleute / Leutnante |
| ----------------- | ------------------- | ------------------- | ------------------ | --------- | -------------- | ---------------- | -------------- | ---------------------- | ---------------------- | ---------------------- | ---------------------- |
| Abzeichen         |                     |                     |                    |           |                |                  |                |                        |                        |                        |                        |
| Dienstgrad        | Armeegeneral        | Divisionsgeneral    | Brigadegeneral     | Brigadier | Oberst         | Oberstleutnant   | Major          | Hauptmann              | Oberleutnant           | Leutnant               | Unterleutnant          |
| Span. Bezeichnung | General de ejército | General de división | General de brigada | Brigadier | Coronel        | Teniente coronel | Mayor          | Capitán                | Teniente               | Subteniente            | Alférez                |